# Brühl (Gotha)
Brühl bezeichnet eine historische Straße in der Altstadt von Gotha in Thüringen.

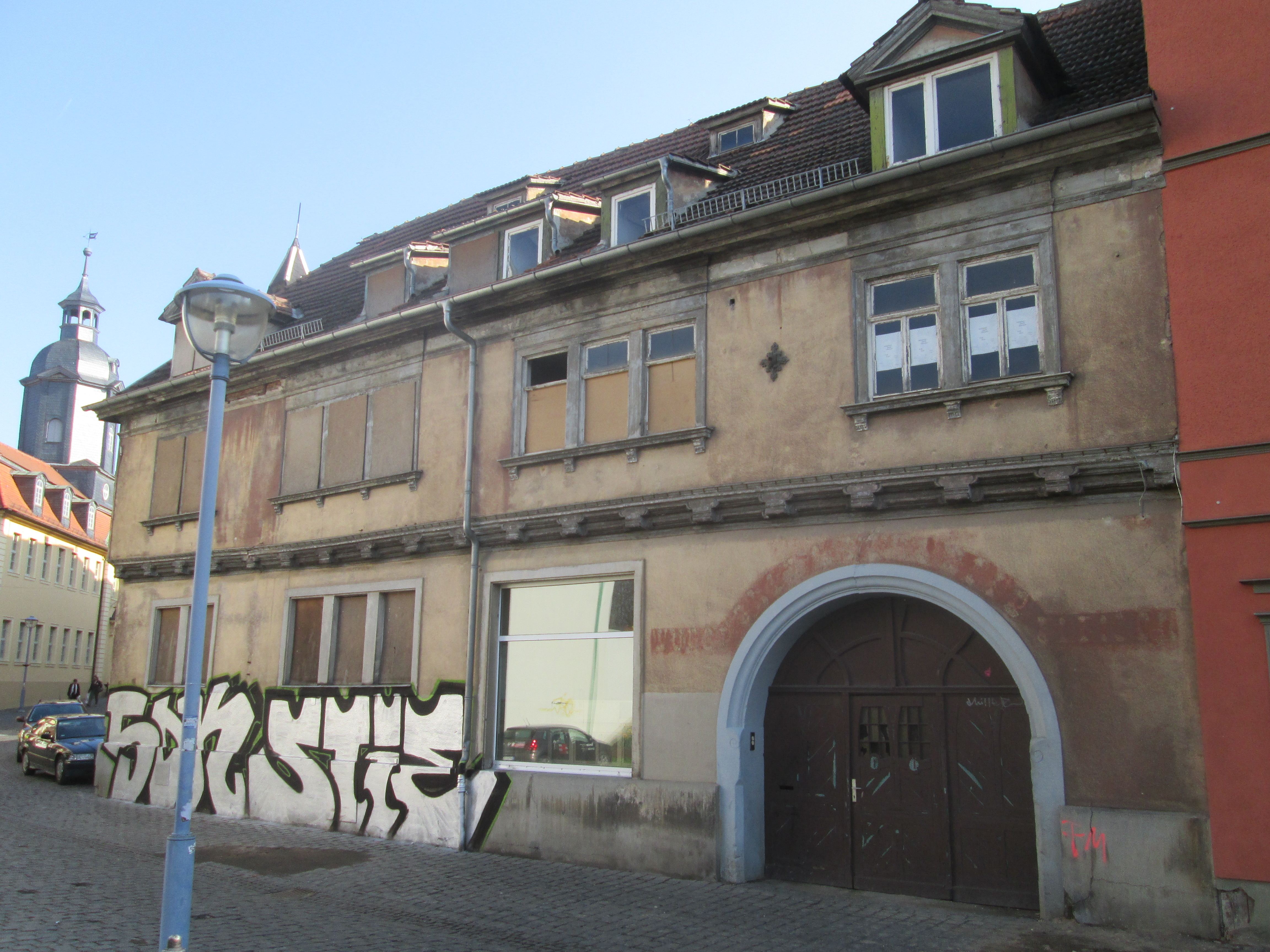
Brühl 13–15 (1622)

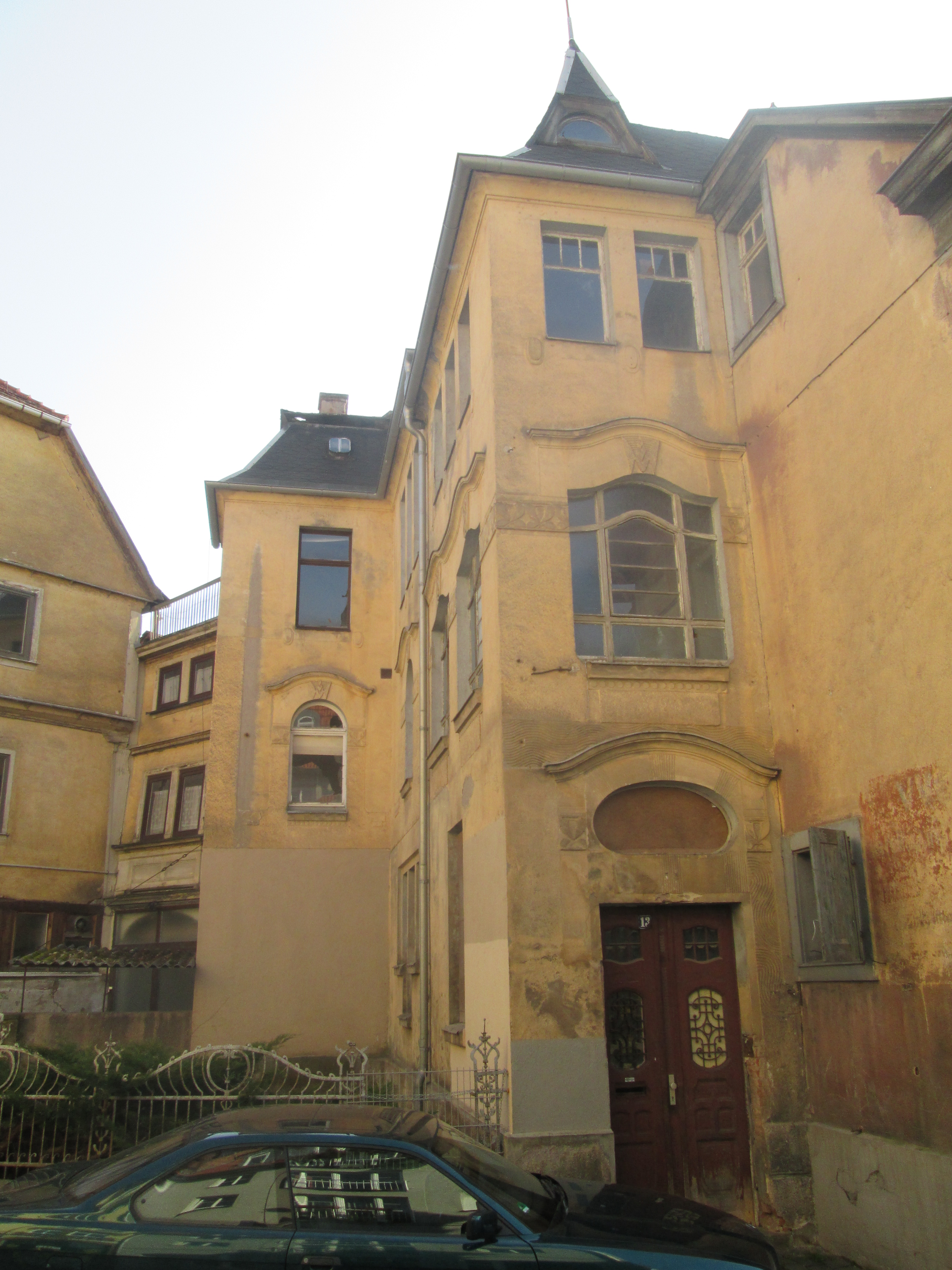
Seiteneingang Brühl 13 mit Jugendstil-Treppenhaus (ca. 1910)

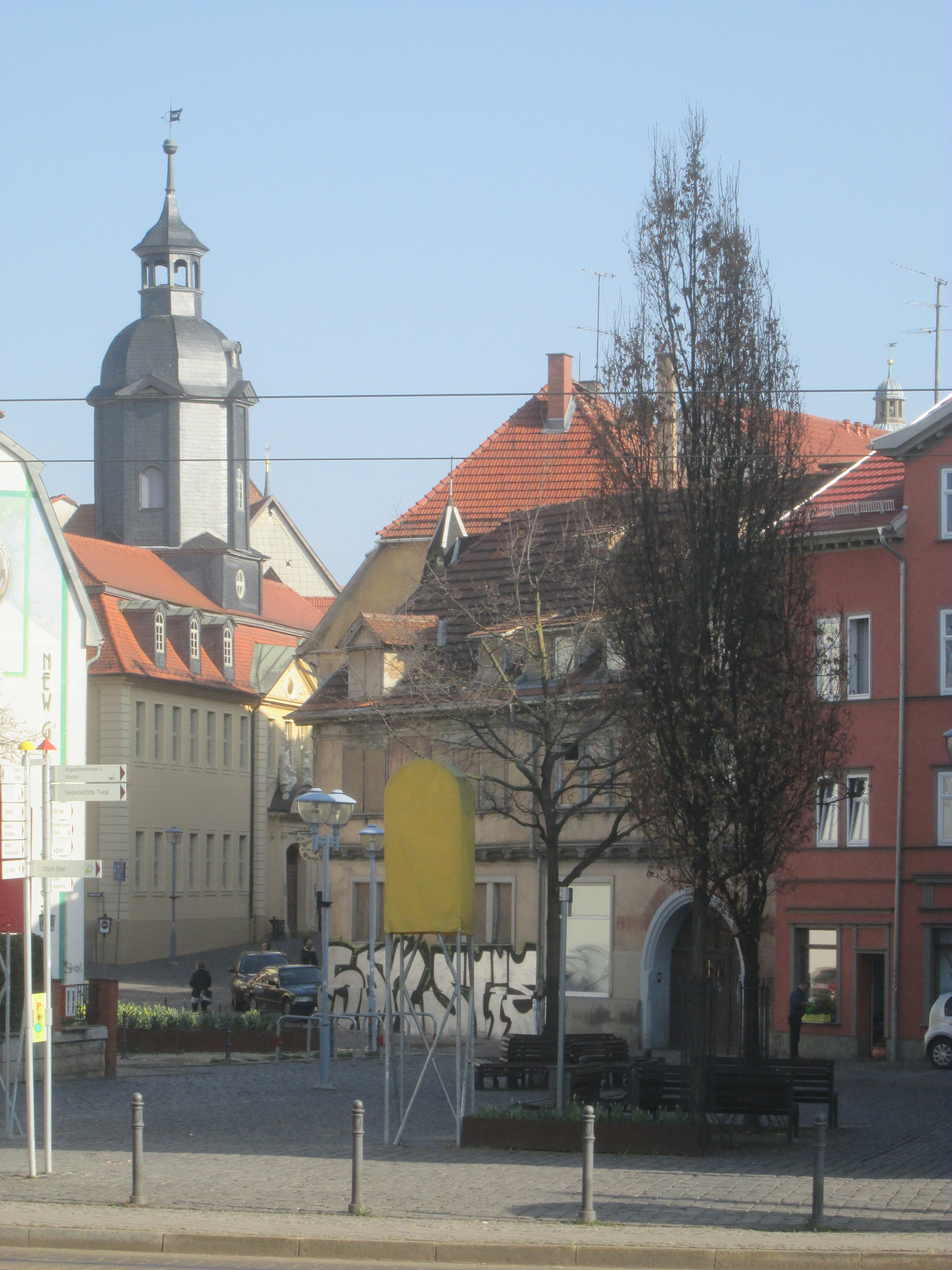
Der Standort des ehemaligen Brühler Tores, heute Bertha-von-Suttner-Platz

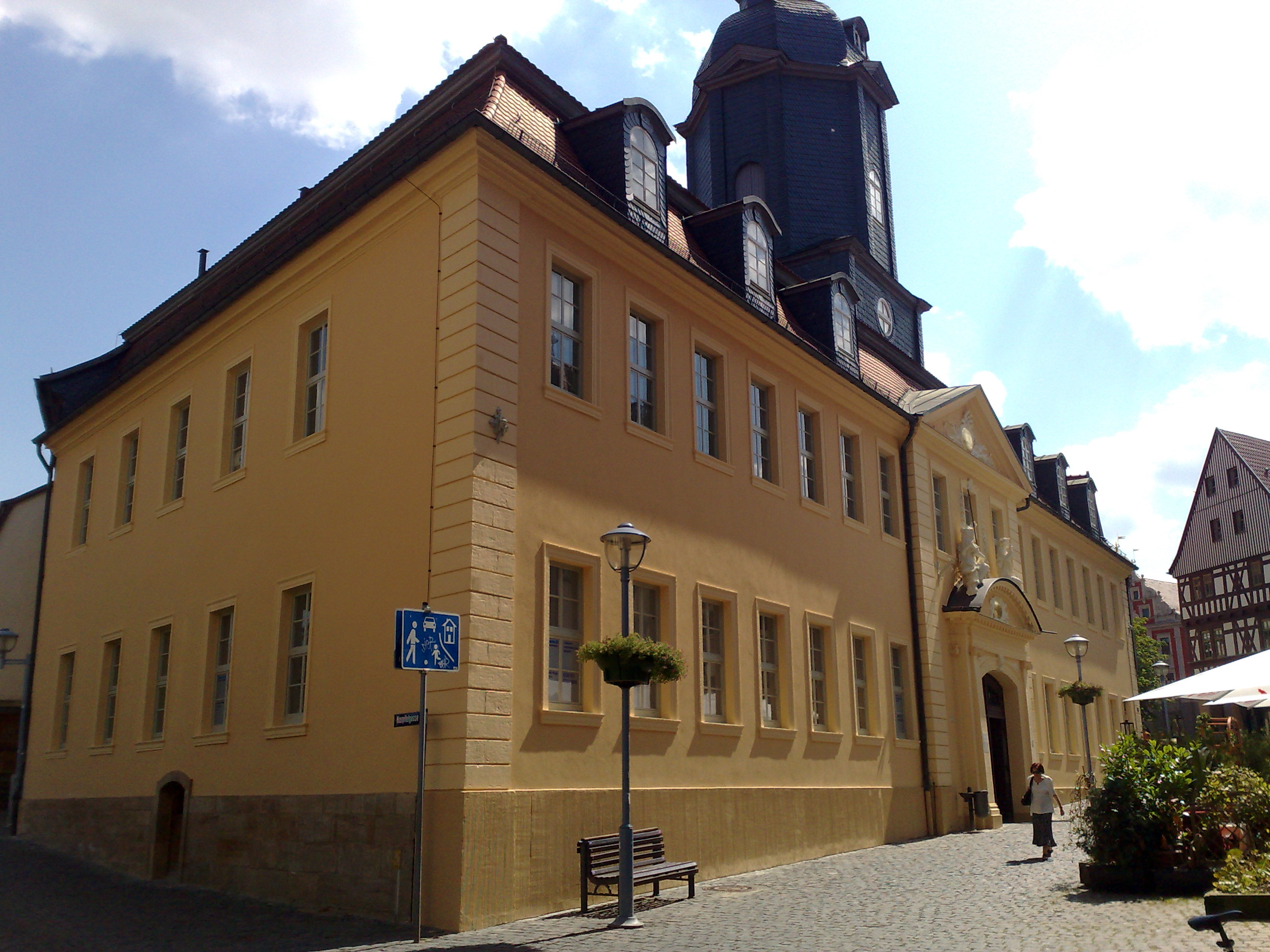
Maria-Magdalena-Hospital, Brühl 4

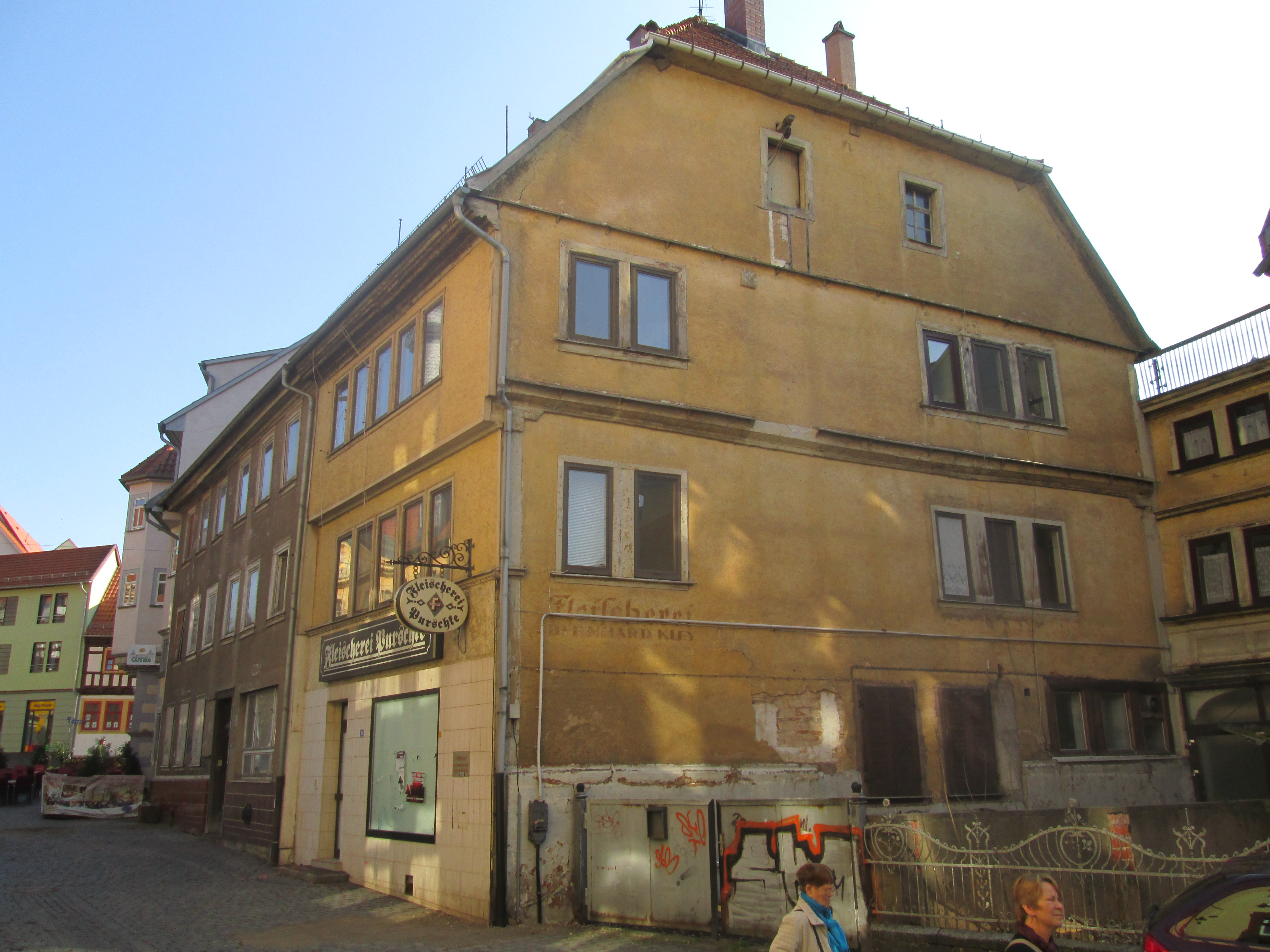
Wohn-Geschäftshaus Brühl 11 (1525, erneuert um 1700)

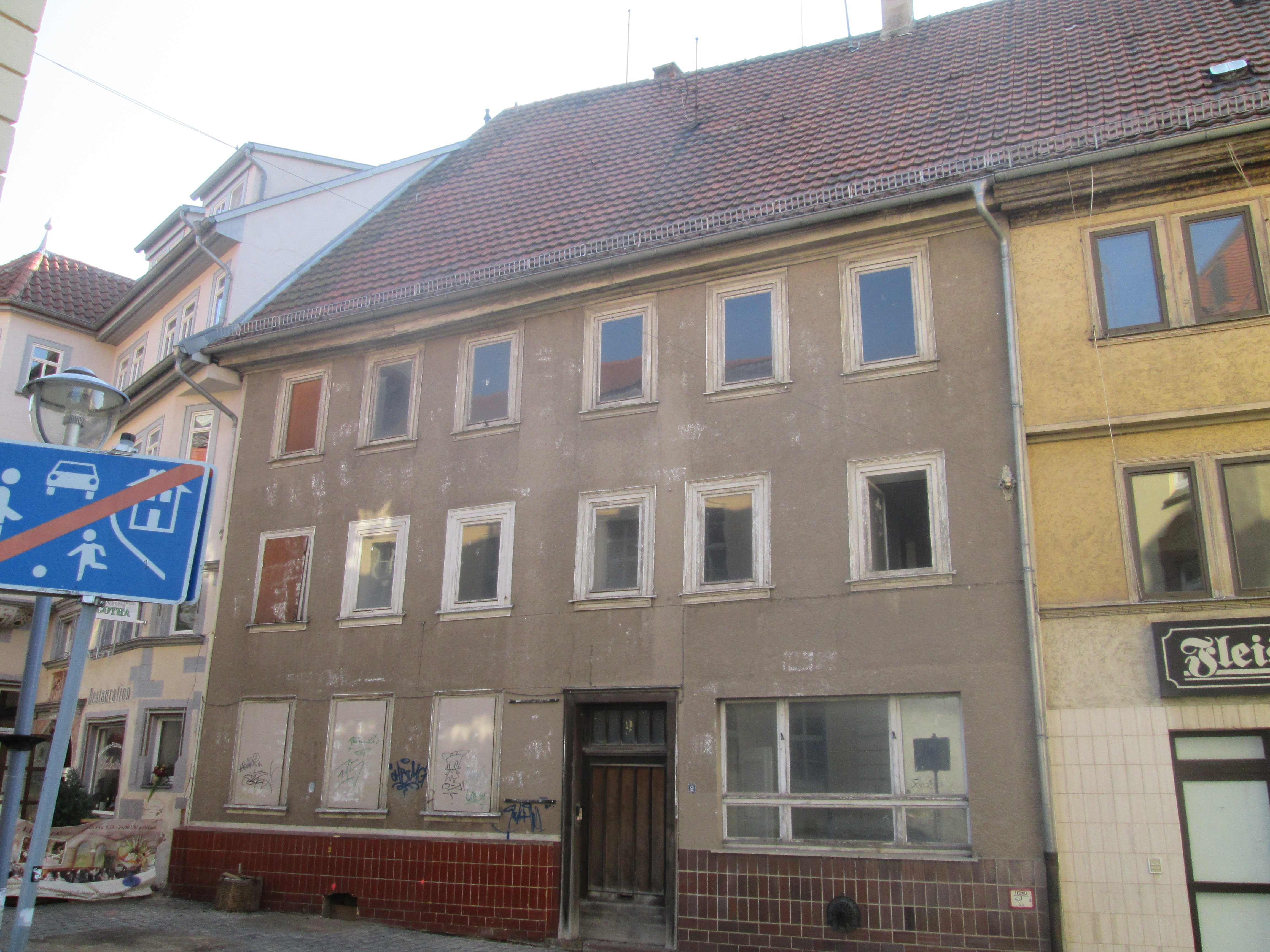
Wohn-Geschäftshaus Brühl 9

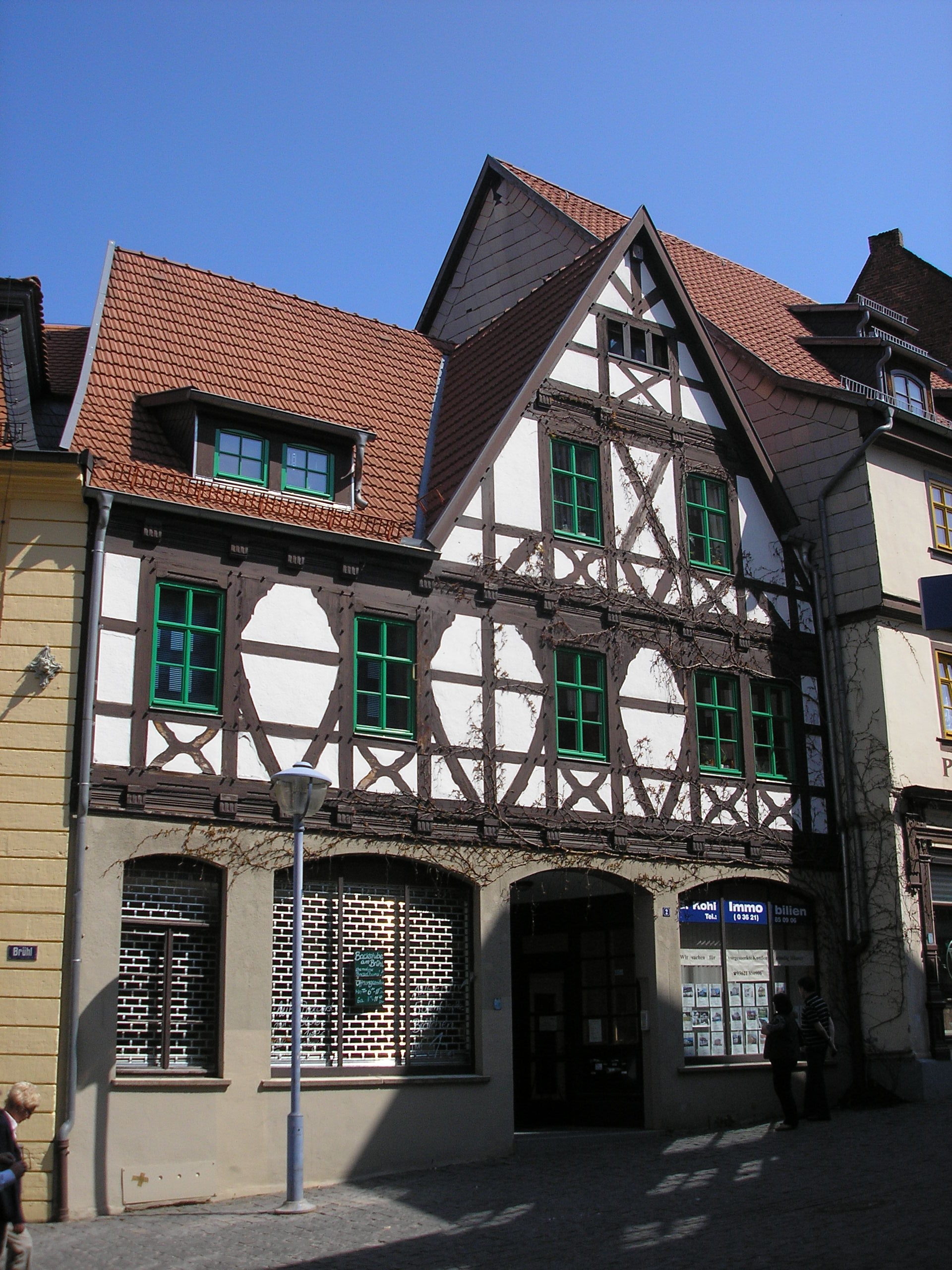
Wohn- und Geschäftshaus Brühl 2

## Geschichte und Stadtgestalt
Die Ersterwähnung der Straße erfolgte 1482. Brühl (von mittellateinisch brogilus oder broilus: Baumstück) bedeutet „feuchte Niederung“. Brühl heißen viele tief liegende, teilweise mit Baumwuchs versehene Stadtteile und Straßen, die vielleicht auf ehemaligem Sumpfland errichtet wurden, so wohl auch der Gothaer Brühl. Hier stand das Hl. Kreuztor, später in Brühler Tor umbenannt.
Die relativ enge, mehrfach gewundene Straße ist das Ergebnis einer langen Siedlungsentwicklung. An ihrer Stelle befand sich Mitte des 12. Jahrhunderts der „Alte Markt“ der Stadt Gotha, an dessen Ostseite der ludowingische Landgraf Ludwig IV. und seine Frau Elisabeth 1223 das noch erhaltene Maria-Magdalena-Hospital stifteten. Die Straße gehört somit zu den ältesten Straßenzügen der Stadt und unterscheidet sich im Stadtgrundriss durch ihre Ausrichtung, ihren mehrfach geschwungenen Verlauf und ihre Enge deutlich von den anderen, meist geradlinig verlaufenden Straßen der im späteren 13. Jahrhundert planmäßig ausgebauten und 1210–1253 ummauerten Gothaer Altstadt. Im späteren Mittelalter und früher Neuzeit führte sie vom Hauptmarkt durch das frühere Brühler Tor, zu den Landstraßen als Teil der Via Regia nach Eisenach im Westen und nach Goldbach im Norden. Heute ist die Straße als Fußgängerzone gestaltet und endet im Nordwesten am verkehrsreichen Bertha-von-Suttner-Platz.
Das Straßenbild wurde vor den Abrissen – bis auf eine Baulücke – fast vollständig von historischen Gebäuden aus Renaissance, Barock, Gründerzeit und Jugendstil geprägt.
Das Haus Brühl 9–11 wurde 2010 durch ein dendrochronologisches Gutachten des Bauhistorikers Udo Hopf auf 1525 datiert und galt damit als das älteste bekannte Fachwerkhaus der Stadt Gotha. Es soll ursprünglich vor dem Brühler Tor gestanden und als Armenküche gedient haben. Bei der Neubefestigung der Stadt nach dem Schmalkaldischen Krieg wurde es 1542 an den heutigen Standort versetzt. Dort diente es als Wohnhaus. Spätestens seit 1990 befand es sich in Besitz der Stadt Gotha und diente dem Zoll und bis 1993 als Sitz des SPD-Kreisverbandes. Die Sanierungsfähigkeit des danach über 20 Jahre leerstehenden Hauses war umstritten; im Mai und Juni 2014 wurde das Haus schließlich abgerissen.
Bei dem Haus Brühl 13–15 handelte es sich um einen traufständigen Renaissancebau mit seitlicher Durchfahrt im steinernen Erdgeschoss und einem vorkragenden Fachwerkstockwerk darüber. Die Schwellen und Füllhölzer waren zeittypisch u. a. mit Schiffskehlen verziert. 2009 wurde das Objekt durch die Stadt Gotha erworben und 2014 abgerissen.

## Denkmalschutz
Bereits in der Denkmälerliste des Rats des Kreises Gotha vom 1. September 1988 wurde die Straße Brühl als Ensemble ausgewiesen. Als Einzeldenkmäler wurden in der gleichen Liste die Gebäude Brühl 2, Brühl 4 (Maria-Magdalena-Hospital), Brühl 5 (Brühl-Drogerie), Brühl 7 (Königssaal, da hier König Gustav II. Adolf von Schweden einmal übernachtet haben soll) und Brühl 15 ausgewiesen. Bei den vorbereitenden Untersuchungen zur Altstadtsanierung 1991 wurden darüber hinaus die Gebäude Brühl 11, Brühl 19 und Brühl 21 als zusätzliche Einzeldenkmale vorgeschlagen.
In der überarbeiteten Denkmälerliste vom 2009 ist die Straße Teil der als Gesamtanlage nach § 2 Abs. (2) Nr. 1 ThürDSchG geschützten Altstadt von Gotha. Neben dem Maria-Magdalena-Hospital sind dort nur noch die Wohn- und Geschäftshäuser Brühl 5, Brühl 7 und Brühl 19 als Einzeldenkmale ausgewiesen.

## Abriss
Im November 2013 stellte die Stadt Gotha Planungen vor, nach denen die seit den neunziger Jahren leerstehenden Gebäude Nr. 9, 11, 13 und 15, die die Stadt von den Voreigentümern erworben hatte, abgebrochen und durch eine moderne Wohnanlage mit 29 Wohnungen ersetzt werden soll. Mit der Durchführung wurde die stadteigene Baugesellschaft Gotha (BGG) beauftragt. Mit dem Abbruch wurde trotz Bürgerprotesten im April 2014 begonnen.